# Grimaldo Canella
Grimaldo Canella († 1184.), đenoveški patricij i gradski konzul 1162., 1180. i 1184. godine. Rodio se kao najmlađi sin u obitelji Otta Canelle, koji je također obnašao dužnost đenoveškog konzula 1133. godine. Grimaldo je po završetku obavljanja gradskih dužnosti, djelovao kao veleposlanik na dvoru njemačko-rimski car Fridrika I. Barbarosse.
Njegov sin Obert, sin Grimalda, bio je prvi koji je uzeo patronim, koji je postao obiteljsko prezime. Od njegovih potomaka potječe monegaška kneževska obitelj Grimaldi.